# Возела
Возе́ла (порт. Vouzela; [vo(ou)'zɛlɐ]) — посёлок городского типа в Португалии, центр одноимённого муниципалитета в составе округа Визеу. Находится в составе крупной городской агломерации Большое Визеу. По старому административному делению входил в провинцию Бейра-Алта. Входит в экономико-статистический субрегион Дан-Лафойнш, который входит в Центральный регион. Численность населения — 1,5 тыс. жителей (посёлок), 11,9 тыс. жителей (муниципалитет) на 2001 год. Занимает площадь 191,65 км².
Покровителем посёлка считается Св. Фрей-Жил (порт. São Frei Gil). Праздник города — 14 мая.

## Расположение
Посёлок расположен в 18 км на запад от адм. центра округа города Визеу.
Муниципалитет граничит:
- на севере — муниципалитет Сан-Педру-ду-Сул
- на востоке — муниципалитет Визеу
- на юге — муниципалитет Тондела, Оливейра-де-Фрадеш
- на юго-западе — муниципалитет Агеда
- на северо-западе — муниципалитет Оливейра-де-Фрадеш

## История
Город основан в 1836 году.

## Население
| Численность населения муниципалитета по годам | Численность населения муниципалитета по годам | Численность населения муниципалитета по годам | Численность населения муниципалитета по годам | Численность населения муниципалитета по годам | Численность населения муниципалитета по годам | Численность населения муниципалитета по годам | Численность населения муниципалитета по годам |
| --------------------------------------------- | --------------------------------------------- | --------------------------------------------- | --------------------------------------------- | --------------------------------------------- | --------------------------------------------- | --------------------------------------------- | --------------------------------------------- |
| 1849                                          | 1900                                          | 1930                                          | 1960                                          | 1981                                          | 1991                                          | 2001                                          | 2004                                          |
| 7372                                          | 14 168                                        | 15 164                                        | 15 641                                        | 13 407                                        | 12 477                                        | 11 916                                        | 11 807                                        |

## Состав муниципалитета
В муниципалитет входят следующие районы:
1. Алкофра
2. Камбра
3. Кампия
4. Карвальял-де-Вермильяш
5. Фатаунсуш
6. Фигейреду-даш-Донаш
7. Форнелу-ду-Монте
8. Пасуш-де-Вильяригеш
9. Кейран
10. Сан-Мигел-ду-Мату
11. Вентоза
12. Возела